# NGC 6485
NGC 6485 је спирална галаксија у сазвежђу Херкул која се налази на NGC листи објеката дубоког неба.
Деклинација објекта је + 31° 27' 43" а ректасцензија 17h 51m 52,8s. Привидна величина (магнитуда) објекта NGC 6485 износи 13,2 а фотографска магнитуда 14,0. NGC 6485 је још познат и под ознакама UGC 11014, MCG 5-42-4, CGCG 171-9, IRAS 17500+3128, PGC 61013.